# Kiefermündchen
Die Kiefermündchen (Gnathostomulida) sind kleine, ein bis vier Millimeter lange marine Würmer, die zur Meiofauna gezählt werden. Die 91 Arten leben vor allem in Sanden mit hohem Anteil von Sulfiden und organischen Stoffen. Alle Arten sind Zwitter. Die ersten Exemplare wurden 1928 von Adolf Remane entdeckt.
Namensgebend ist das Kieferpaar am vorderen Ende der Tiere. Das Ektoderm besteht aus monociliären Zellen, d. h., dass jede einzelne Zelle jeweils nur eine Cilie besitzt. Diese monciliären Zellen traten schon bei der "Unterabteilung" der Bilateria auf und sind bei den Gnathostomulida im Gegensatz zu den Plattwürmern (Plathelminthes) noch erhalten geblieben. Mit dem Schlag der Cilien bewegen sie sich sowohl vorwärts wie rückwärts.
Abgeändert sind die Protonephridien: Hier reihen sich im Körper mehrere Organe. Bei jedem einzelnen Organ besitzt nur noch die Terminalzelle ein Cilium.
Kiefermündchen sind fossil nicht belegt. Wegen des ähnlichen Kieferapparates und der Protonephridien nimmt man eine Verwandtschaft mit den Rädertierchen (Rotatoria) und den Bauchhärlingen (Gastrotricha) an.

## Systematik
Die Systematik der Kiefermündchen beruht auf einer Arbeit des österreichischen Meeresbiologen Wolfgang Sterrer, dem früheren Direktor der Bermuda Biological Station, aus dem Jahr 1972.
- Ordnung Bursovaginoidea Sterrer, 1972Bursovaginoidea

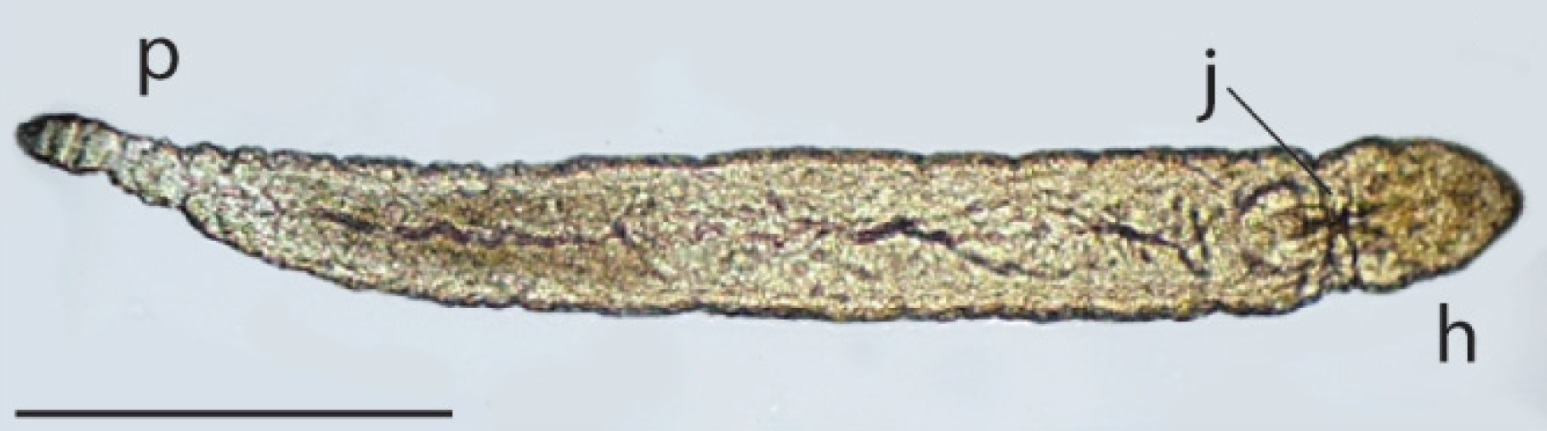
Bursovaginoidea

  - Unterordnung Conophoralia Sterrer, 1972
    - Familie Austrognathiidae Sterrer, 1972
      - Austrognatharia Sterrer, 1971
      - Austrognathia Sterrer, 1965
      - Triplignathia Sterrer, 1991

  - Unterordnung Scleroperalia Sterrer, 1972
    - Familie Agnathiellidae Sterrer, 1972
      - Agnathiella Sterrer, 1971
      - Paragnathiella Sterrer, 1997

    - Familie Clausognathiidae Sterrer, 1972
      - Clausognathia Sterrer, 1992

    - Familie Gnathostomariidae Sterrer, 1972
      - Gnathostomaria Ax, 1956

    - Familie Gnathostomulidae Sterrer, 1972
      - Corculognathia Ehlers & Ehlers, 1973
      - Gnathostomula Ax, 1956
      - Ratugnathia Sterrer, 1991
      - Semaeognathia Riedl 1970

    - Familie Mesognathariidae Sterrer, 1972
      - Labidognathia Riedl 1970
      - Mesognatharia Sterrer, 1966
      - Tenuignathia Sterrer, 1976

    - Familie Onychognathiidae Sterrer, 1972
      - Goannagnathia Sterrer, 2001
      - Nanognathia Sterrer, 1972
      - Onychognathia Riedl, 1971
      - Valvognathia Kristensen & Norrevang, 1978
      - Vampyrognathia Sterrer, 1998

    - Familie Paucidentulidae Sterrer, 1972
      - Paucidentula Sterrer, 1998

    - Familie Problognathiidae Sterrer & Farris, 1975
      - Problognathia Sterrer & Farris, 1975

    - Familie Rastrognathiidae Kristensen & Norrevang, 1977
      - Rastrognathia Kristensen & Norrevang, 1977

- Ordnung Filospermoidea Sterrer, 1972Filospermoidea

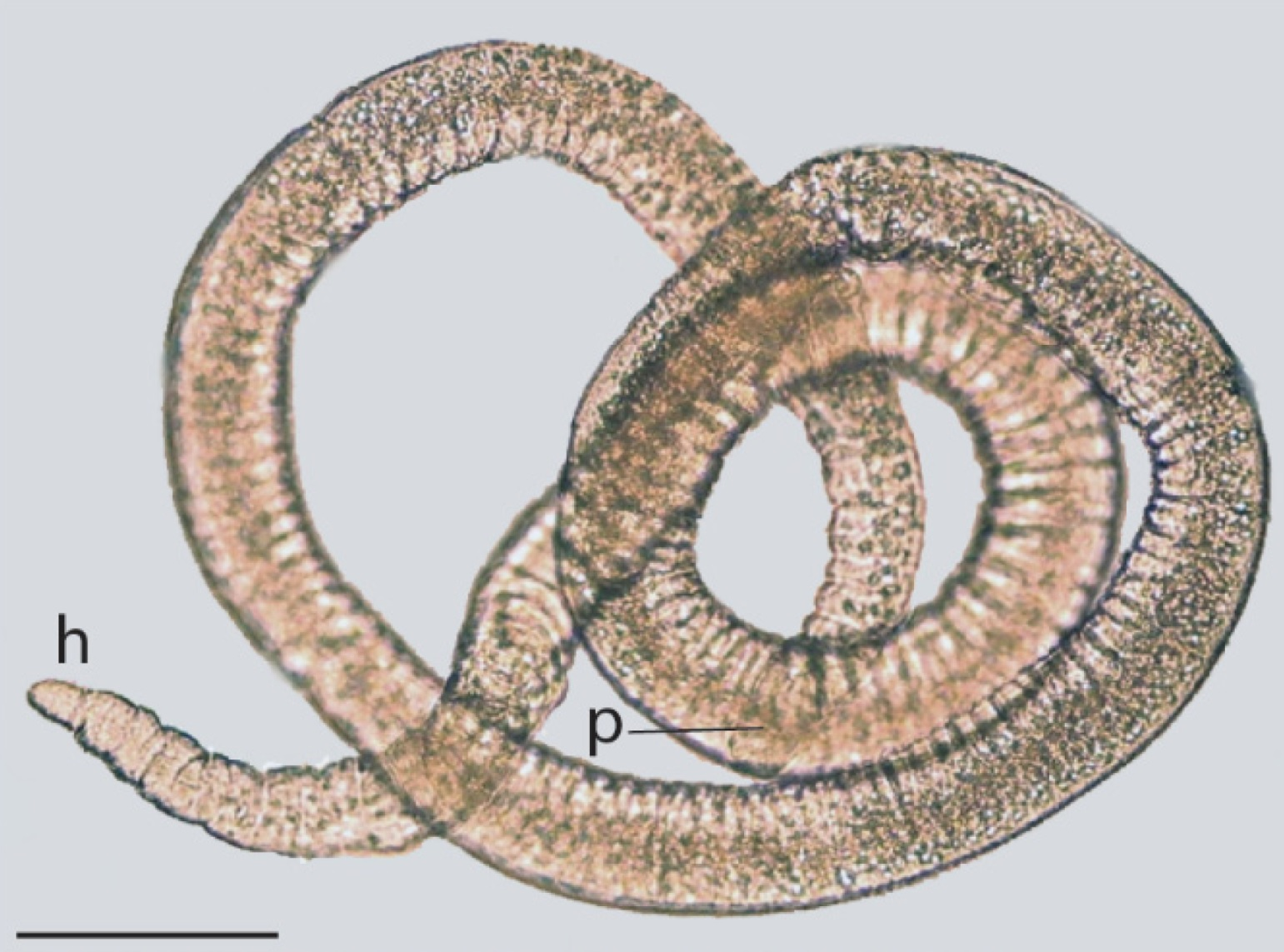
Filospermoidea

- Familie Haplognathiidae Sterrer, 1972

- Haplognathia Sterrer, 1970

- Familie Pterognathiidae Sterrer, 1972

- Cosmognathia Sterrer, 1991
- Pterognathia Sterrer, 1966